# Yair Golan
Yair Golan (hebreiska: יאיר גולן), född 14 maj 1962, är en israelisk politiker, ledare för Demokraterna och reservgeneralmajor i Israels försvarsstyrkor. Golan tjänstgjorde som biträdande ekonomiminister i den 36:e israeliska regeringen, och 2019-2022 som ledamot av Knesset som representant för Meretz. Han är reservgeneralmajor (Aluf) i den israeliska försvarsmakten. Under sin militärtjänstgöring tjänstgjorde han bland annat som IDF:s biträdande stabschef, befälhavare för Home Front Command och befälhavare för Northern Command.